# Disco 4
Disco 4 és el divuitè disc del grup anglès de pop electrònic Pet Shop Boys. També anomenat Disco Four, constitueix un nou lliurament dins de la sèrie Disco; fou publicat al mes de setembre del 2007.
Contràriament als discos restants de la sèrie, Disco 4 no inclou temes dels Pet Shop Boys remesclats per altres artistes, sinó principalment remescles que els mateixos PSB han realitzat sobre material aliè. Disco 4 conté, concretament, versions de Madonna, Rammstein o The Killers, entre d'altres. També s'hi poden trobar dues remescles dels PSB sobre temes propis, "I'm with stupid" i "Integral".

## Temes

### 5 0999 5060462 3
1. The Killers: Read my mind (PSB Stars Are Blazing mix) – 7:20
2. David Bowie i Pet Shop Boys: Hallo spaceboy (PSB Extended mix) – 6:34
3. Pet Shop Boys: Integral (PSB Perfect Immaculate mix) – 6:38
4. Yoko Ono: Walking on thin ice (PSB Electro mix) – 6:28
5. Madonna: Sorry (PSB Maxi-mix) – 8:27
6. Atomizer: Hooked on radiation (PSB Orange Alert mix) – 5:44
7. Rammstein: Mein Teil (PSB There Are No Guitars on This mix) – 7:08
8. Pet Shop Boys: I'm with stupid (PSB Maxi-mix) – 8:13

## Dades
- Pet Shop Boys són Neil Tennant i Chris Lowe.
- Pete Gleadall: Programacions, veus addicionals al tema 3.
- Tom Stephan: Veus addicionals al tema 3.
- Miguel Mateo-Garcia: Veus addicionals al tema 3.
- Sam Taylor-Wood: Veus addicionals al tema 3.